# Elsie Windes
Elsie Windes (Portland, 17 giugno 1985) è una pallanuotista statunitense, vincitrice di una medaglia d'argento ai giochi olimpici di Pechino 2008.

## Squadre
Nella stagione 2009/2010 ha giocato in italia con la calottina della Rari Nantes Bologna.